# Stephan Schreck
Stephan Schreck (Erfurt, Turíngia, 15 de juliol de 1978) va ser un ciclista alemany, professional del 2000 al 2011. Un cop retirat va fer de director esportiu a l'equip Thüringer Energie Team.

## Palmarès
- 1996
  - 1r al Gran Premi Rüebliland
  - 1r al Drei Etappen Rundfahrt Frankfurt
  - 1r al Tour de Lorraine
- 1997
  - 1r a l'Internationale Ernst-Sachs-Tour
- 1998
  - Vencedor de 2 etapes a la Volta a Turíngia
- 1999
  - 1r a la Volta a Turíngia
  - 1r al Rund um den Henniger Turm sub-23
- 2002
  - Vencedor d'una etapa a la Volta a Hessen
- 2004
  - Vencedor d'una etapa a la Volta a Saxònia
  - Vencedor d'una etapa al Rothaus Regio-Tour
- 2007
  - Vencedor d'una etapa a la Volta a Saxònia

### Resultats a la Volta a Espanya
- 2001. 92è de la classificació general
- 2003. 101è de la classificació general
- 2004. 58è de la classificació general
- 2006. 81è de la classificació general
- 2007. 58è de la classificació general
- 2008. Abandona (12a etapa)

### Resultats al Giro d'Itàlia
- 2002. 110è de la classificació general

### Resultats al Tour de França
- 2005. 86è de la classificació general